# Королевская корона Испании

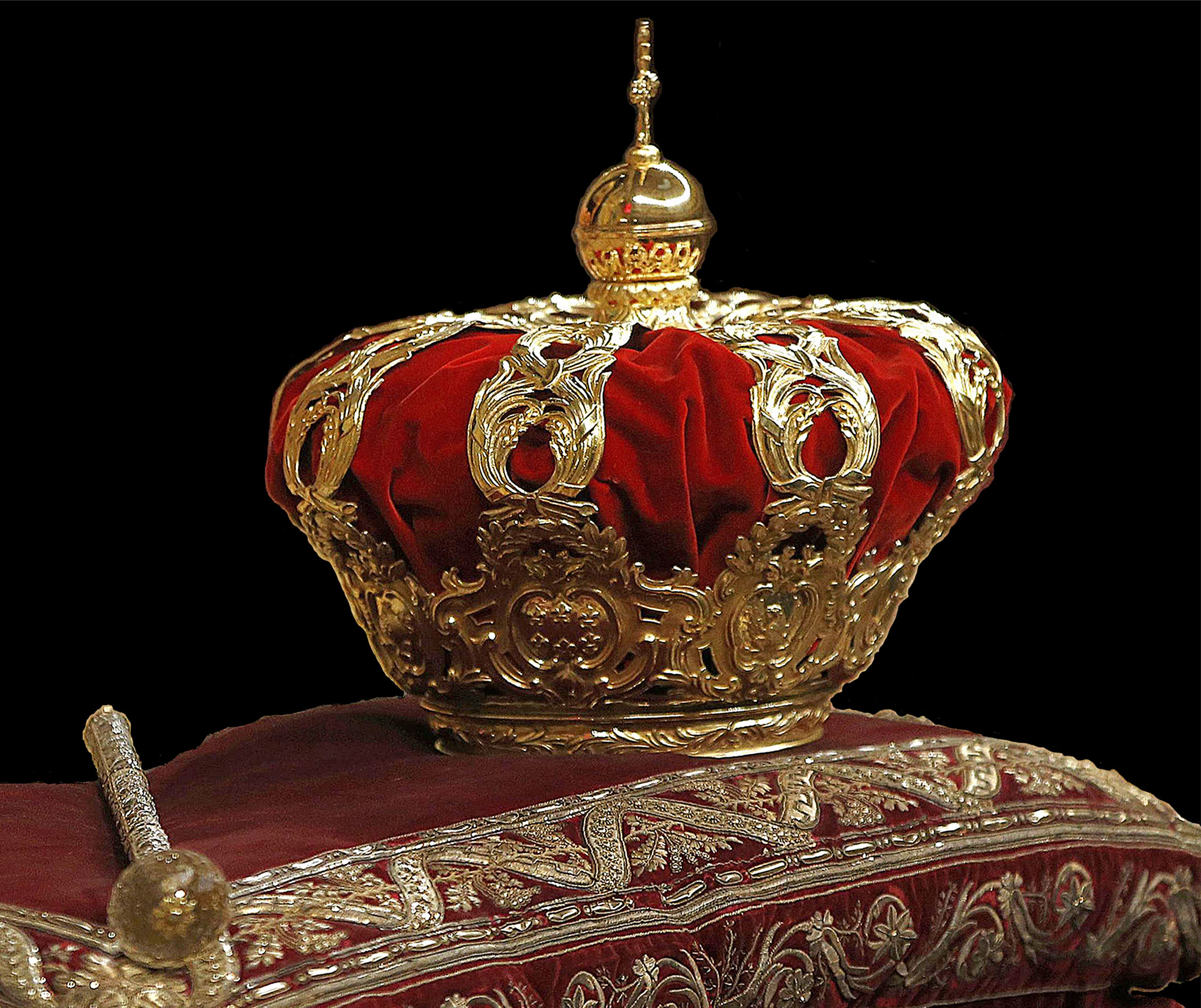
Королевская корона Испании и скипетр

Геральдический символ испанской короны

Королевская корона Испании (исп. Corona real de España) — атрибут власти монархов Испании, относится к двум понятиям:геральдическая корона, которая является символом королевской власти, но не имеет материального воплощения; и «реальная» королевская корона (известная как исп. corona tumular), используемая королевским двором Испании с XVIII века до настоящего времени для торжественных и траурных церемоний.
Впервые нынешняя королевская корона была использована для похорон Изабеллы Фарнезе и предположительно Карла III, затем несколько раз появилась на портретах регентши Марии Кристины и её дочери королевы Изабеллы II в молодости (наряду с другими коронами), а в дальнейшем использовалась в конституционной церемонии присяги королевы-регента Марии Кристины Габсбург в 1885 году и короля Хуана Карлоса I в 1975 году.
В последний раз королевская корона Испании демонстрировалась публично 19 июня 2014 года, во время приведения к присяге короля Филиппа VI, занявшего трон после отречения его отца, короля Хуана Карлоса I. С июля 2014 года королевские корона и скипетр находятся в постоянной публичной экспозиции в Коронной зале в Королевском дворце в Мадриде.

## История
Королевская корона Испании, использовавшаяся при коронации Филиппа VI, была сделана в 1775 году королевским серебряным мастером Фернандо Веласко по приказу короля Карла III и может быть оценена (без учёта её исторической ценности) не более чем в 1200 евро. Корона изготовлена из позолоченного серебра, имеет шесть лепестков с геральдической символикой, символизирующих испанские колонии в Америке, имеет 390 мм в высоту, максимальный диаметр 400 мм и кольцо диаметром 185 мм, предназначенное для удержания короны на голове. Вес короны — порядка одного килограмма. Эта корона лежит на подушке во время церемоний коронаций и похорон монархов и никем не надевается. Согласно установившейся традиции, короли Испании не носили корону со времён католических королей — Изабеллы I Кастильской (1451—1504) и короля Фердинанда II Арагонского (1452—1516). Начиная с Карла V монархии Испании обычно изображались без короны или с короной, лежащей на подушке.
В королевской короне, хранящейся в Коронной зале, отсутствуют элементы, которые имеются в геральдической короне, такие как жемчуг или стразы. Геральдическая корона Испании, в свою очередь, является символом, изображение которого помещено на гербах Испании согласно законам 1981 и 1982 годов, а также королевских гербах Испании.

## Галерея

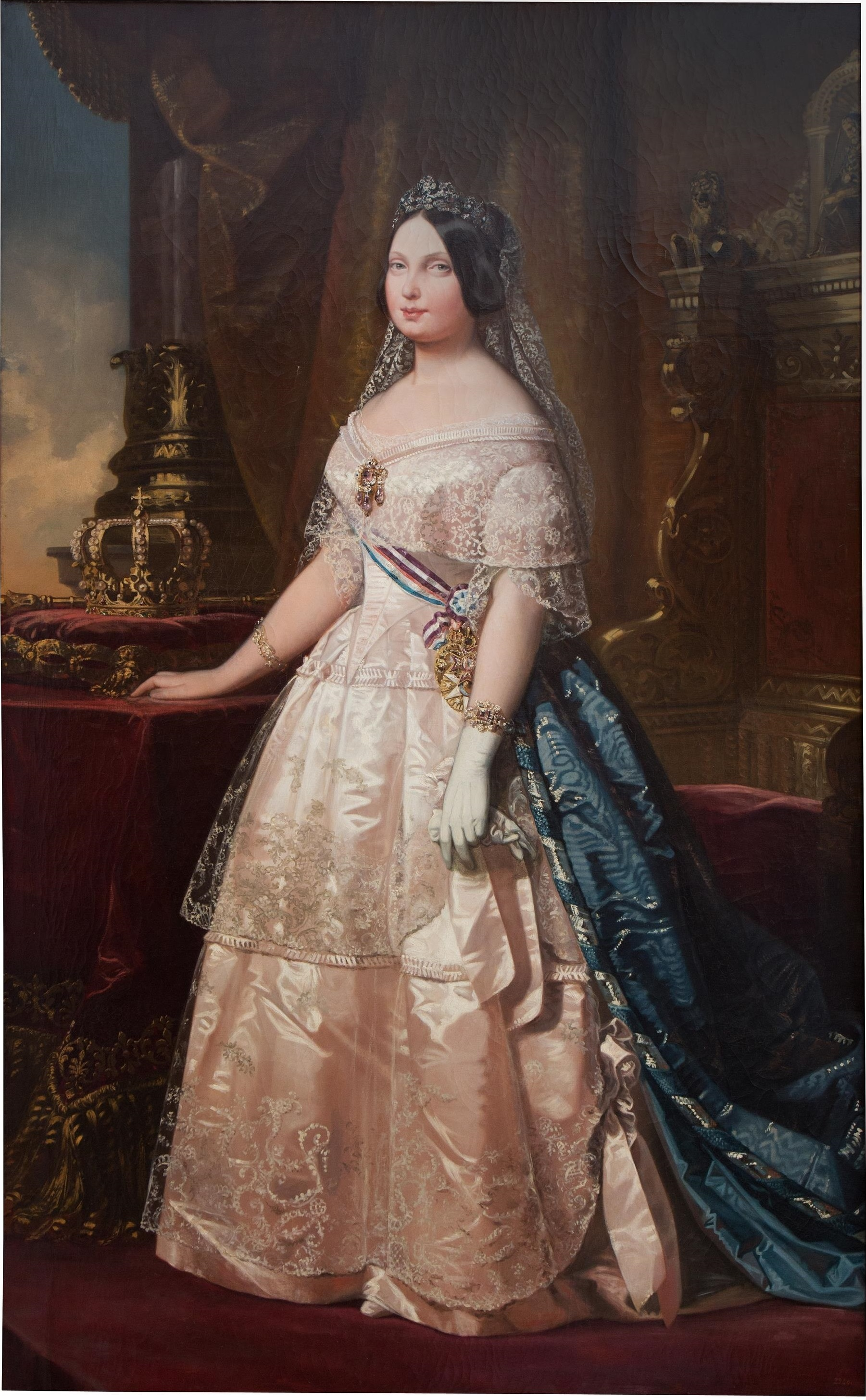
Изабелла II  c большой королевской короной
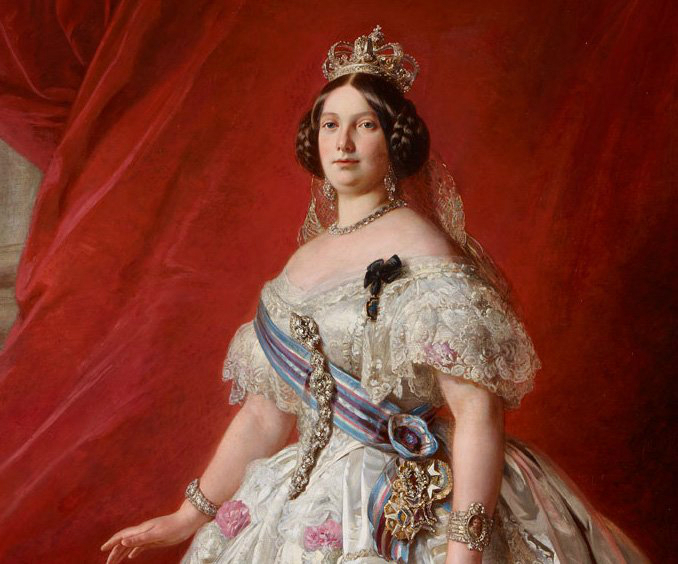
Изабелла II в малой короне
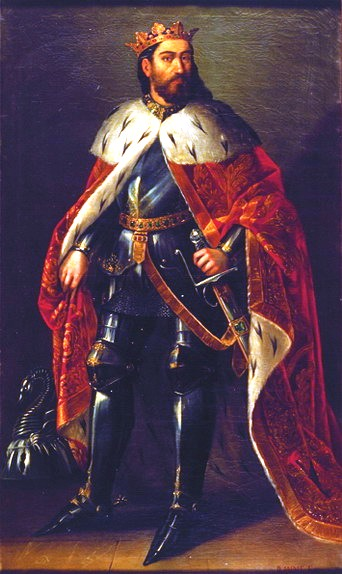
Хайме I в открытой короне
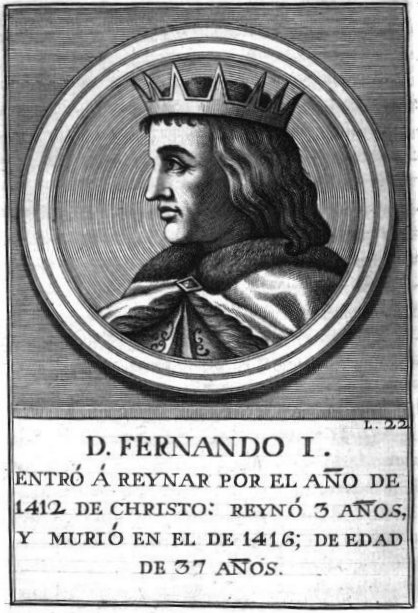
Фердинанд I в открытой короне
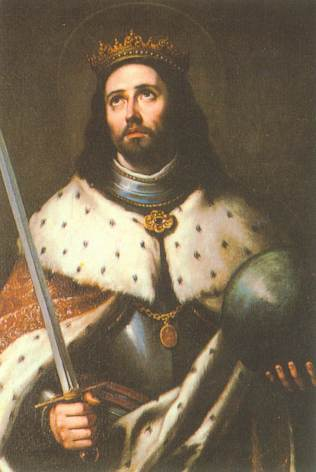
Фернандо III в открытой короне